# Michelle Williams (énekesnő)
Michelle Williams (született Tenitra Michelle Williams) (Rockford, Illinois, 1979. július 23. –) amerikai R&B- énekesnő, dalszerző, táncos- és színésznő. A nagyközönség leginkább mint a Destiny’s Child egyik tagját ismeri. A Destiny’s Child eddig összesítve több mint 60 millió albumot és kislemezt adott el. Williams egy Grammy-díjat nyert a zenekarral a Survivor című dalért.

## Karriertörténet

### Destiny’s Child era
Williams a Destiny’s Child-al 2000-től 2005-ig nagy sikereket ért el mind az Egyesült Államokban, mind pedig világszerte. 2005-ben még kiadtak egy válogatáslemezt, azóta viszont mindegyik csapattag saját szólókarrierjét építi. Hivatalosan az együttes sohasem oszlott fel, fenntartva annak a lehetőségét, hogy egyszer újra összejönnek.

### Szólókarrier

#### Zene
Williams első szóló próbálkozása a Heart to Yours 2002-ben jelent meg. A gospel stílusban alkotott lemez több mint kétszázezer példányban kelt el. Első albumát még két kevésbé sikeres próbálkozás követte. 2004-ben megjelent második gospel albuma, Do You Know címmel, végül pedig 2008-ban próbálkozott egy pop albummal. A lemez címe Unexpected lett, amit a közönség nem fogadott különösebb érdeklődéssel, alig több mint harmincezer példány került belőle eladásra, elsősorban az Egyesült Államokban. Három kislemez került kiadásra az albumról, szintúgy minimális sikerrel. Az első maxi We Break the Dawn lett, amelyen Flo Rida rappelt. A külföldi sikertelenség ellenére a magyar rádiók játszották a számot, így az be is került a Mahasz rádiós top 40-be.

#### Színház
Énekesi karrierje mellett több színpadi musicalben is szerepet kapott. Londonban mint Roxie Hart szerepelt a Chicago című darabban, illetve mint főszereplő Aidát játszotta az Elton John rendezte Broadway musicalben.

## Diszkográfia

### Albumok
| Év   | Adatok                                         | Listás helyezések | Listás helyezések | Listás helyezések | Listás helyezések | Eladási számok    |
| Év   | Adatok                                         | U.S.              | U.S. R&B          | U.S. Gospel       | U.S. Christian    | Eladási számok    |
| ---- | ---------------------------------------------- | ----------------- | ----------------- | ----------------- | ----------------- | ----------------- |
| 2002 | Heart to Yours - Formátum: CD                  | 57                | 17                | 1                 | -                 | - USA: 200,000 db |
| 2004 | Do You Know - Formátum: CD, digitális letöltés | 120               | 28                | 2                 | 3                 | - USA: 78,000 db  |
| 2008 | Unexpected - Formátum: CD, digitális letöltés  | 42                | 11                | -                 | -                 | - USA: 32.000 db  |

### Kislemezek
| Év   | Cím               | Listás helyezések | Listás helyezések | Listás helyezések | Listás helyezések | Album          |
| Év   | Cím               | U.S.              | U.S. Dance        | UK                | HUN               | Album          |
| ---- | ----------------- | ----------------- | ----------------- | ----------------- | ----------------- | -------------- |
| 2002 | Heard a Word      | -                 | -                 | -                 | -                 | Heart to Yours |
| 2004 | Do You Know       | -                 | -                 | -                 | -                 | Do You Know    |
| 2008 | We Break the Dawn | -                 | 4                 | 47                | 38                | Unexpected     |
| 2008 | The Greatest      | -                 | 1                 | -                 | -                 | Unexpected     |
| 2008 | Hello Heartbreak  | -                 | -                 | -                 | -                 | Unexpected     |

### Kislemezek közreműködőként
| Év   | Cím            | Listás helyezések | Listás helyezések | Listás helyezések | Listás helyezések | Album        |
| Év   | Cím            | U.S.              | U.S. Dance        | UK                | HUN               | Album        |
| ---- | -------------- | ----------------- | ----------------- | ----------------- | ----------------- | ------------ |
| 2011 | Waiting On You | -                 | 11                | -                 | -                 | Hero Worship |